# Křesín (kraj ustecki)
Křesín – gmina w Czechach, w powiecie Litomierzyce, w kraju usteckim. 1 stycznia 2014 liczyła 349 mieszkańców.